# Llista de Creus de Sant Jordi/1994/Entitats

#### Entitats
Informació actualitzada per un bot. Els canvis manuals es perdran quan s'actualitzi!
| Entitat                                      | Wikidata  | Descripció                              | Imatge |
| -------------------------------------------- | --------- | --------------------------------------- | ------ |
| GEiEG                                        | Q3353935  | entitat cultural i esportiva catalana   |        |
| Aliança del Poblenou                         | Q8195560  |                                         |        |
| Colla Jove Xiquets de Tarragona              | Q11914600 | colla castellera actual amb camisa lila |        |
| Secretariat de Corals Infantils de Catalunya | Q11948006 |                                         |        |
| Taller Escola Barceloneta                    | Q11950827 |                                         |        |
| Col·legi Oficial de Metges de Barcelona      | Q17326547 |                                         |        |
| Centre Moral i Instructiu de Gràcia          | Q17597343 |                                         |        |